# De Hoge Veluwe
Nationaal Park de Hoge Veluwe (hol. Narodowy Park De Hoge Veluwe) – park narodowy w Holandii, zawarty w trójkącie, którego wierzchołki stanowią miasta: Arnhem, Apeldoorn i Ede.
Park zajmuje powierzchnię 5500 hektarów. Pomimo iż przestrzennie nie jest aż tak wielki, to jednak pod względem krajobrazowym jest zróżnicowany. Północną połać zajmuje las liściasty i iglasty, ku południowi las rzednie, pojawiają się pojedyncze sosny, jałowiec, czasem brzozy, oraz suche, srebrzyste trawy, charakteryzujące naturalną biocenozę lotnych piasków i wrzosowisk. Ponadto występują moczary, wrzosowiska, wydmy i pagórki. Na terenie parku można spotkać wiele gatunków drzew i roślin rzadko występujących w Holandii. Niektóre z nich osiągnęły całkiem pokaźne jak na ten kraj rozmiary. Ze zwierząt występują tu: jelenie, dziki i muflony. W parku poprowadzono ścieżki piesze i rowerowe (wszystkie z asfaltu), po których można się poruszać bezpłatnie białymi rowerami zgromadzonymi przy wejściach do parku. Niektórymi drogami jeździć mogą nawet samochody.
Park został założony w latach 30. XX w. Służy dziś mieszkańcom aglomeracji miejskich Randstadu, którzy przyjeżdżają tu w weekendy i wypoczywają, z dala od wielkomiejskiego hałasu.

## Kultura
Domek myśliwski św. Huberta na terenie parku zaliczany do ważniejszych zabytkowych budowli w Holandii (autor projektu architekt H.P. Berlage) można zwiedzać tylko z przewodnikiem.

## Galeria

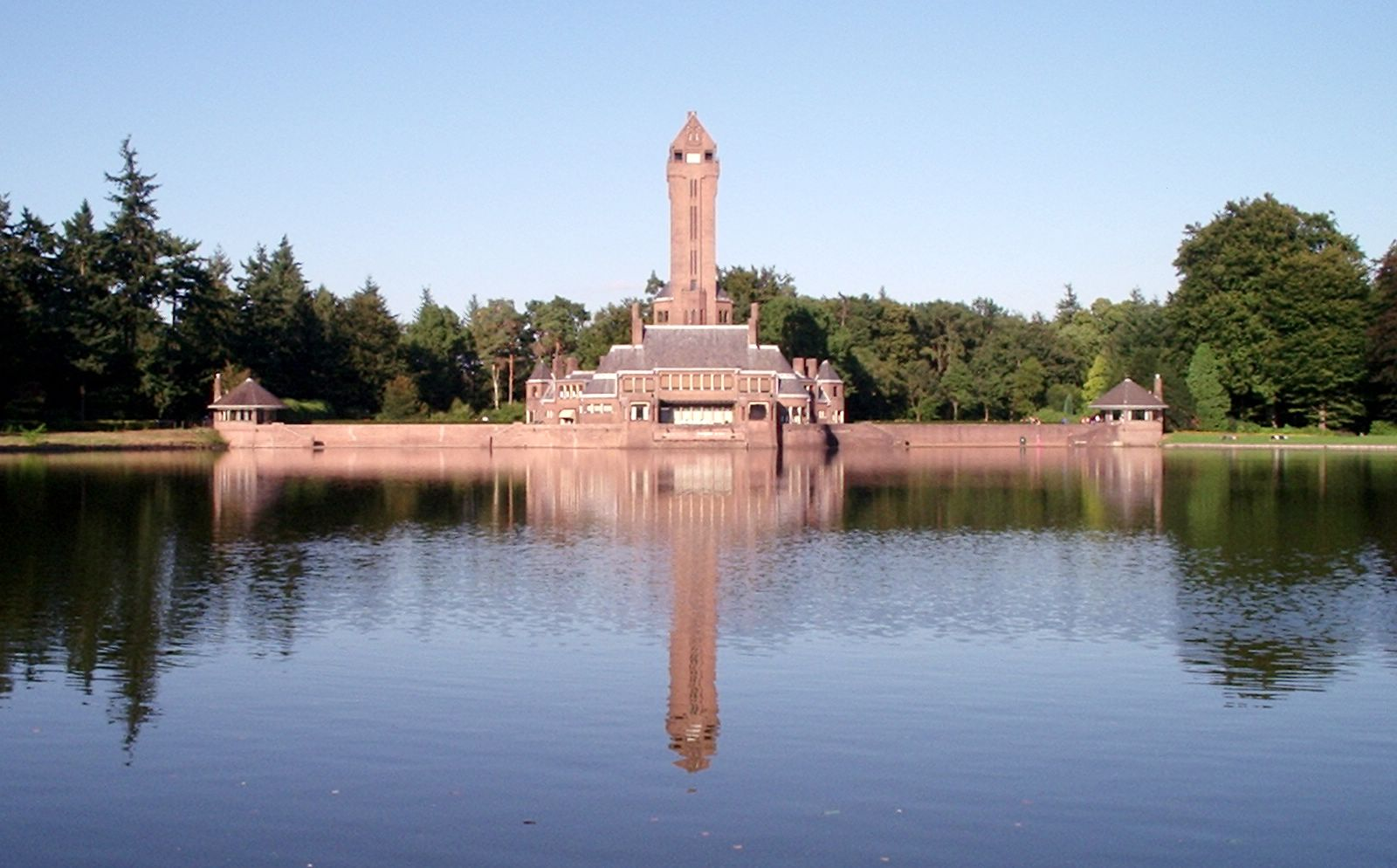
Domek myśliwski św. Huberta w parku De Hoge Veluwe
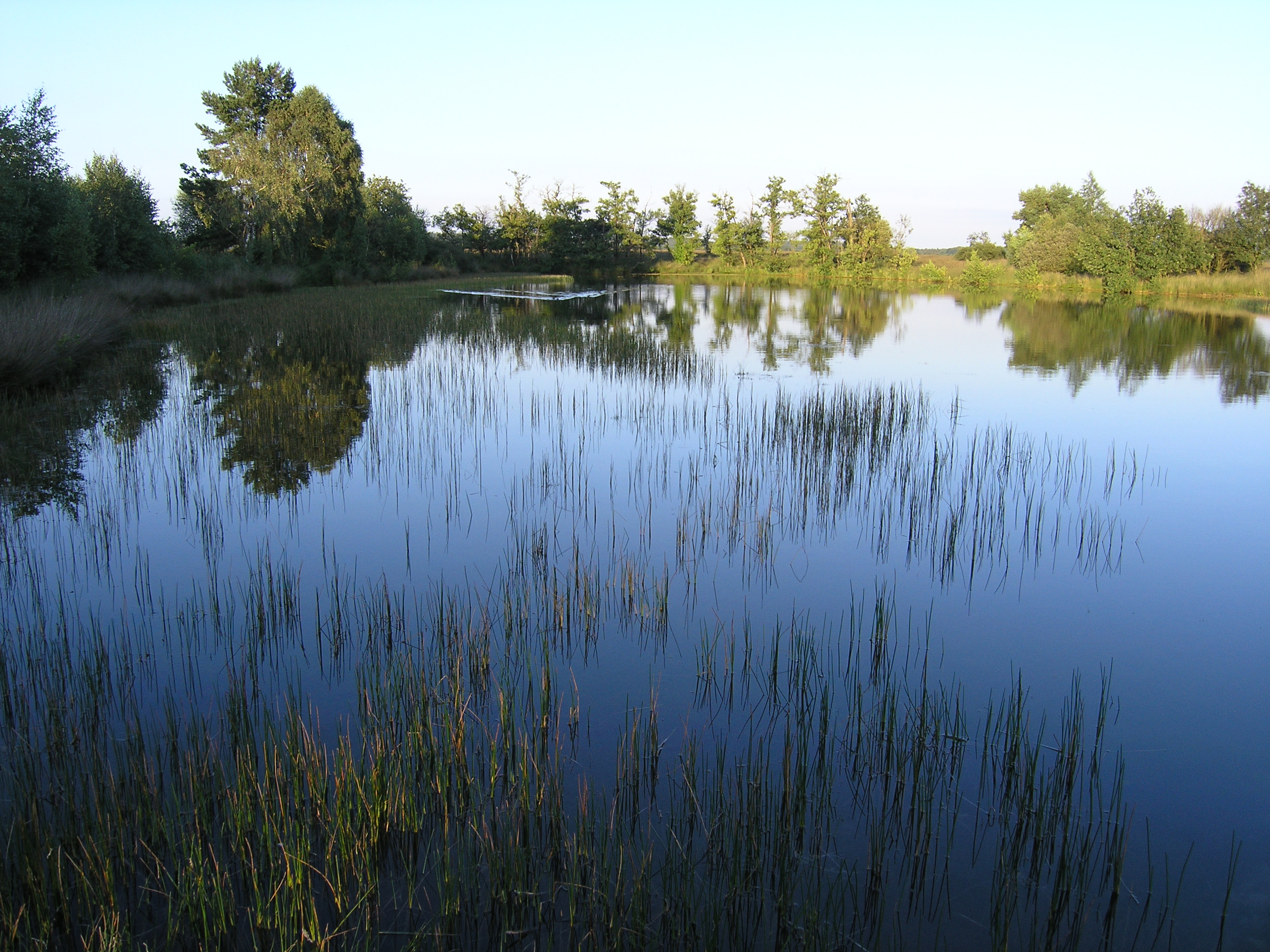
Jeziorko w parku De Hoge Veluwe
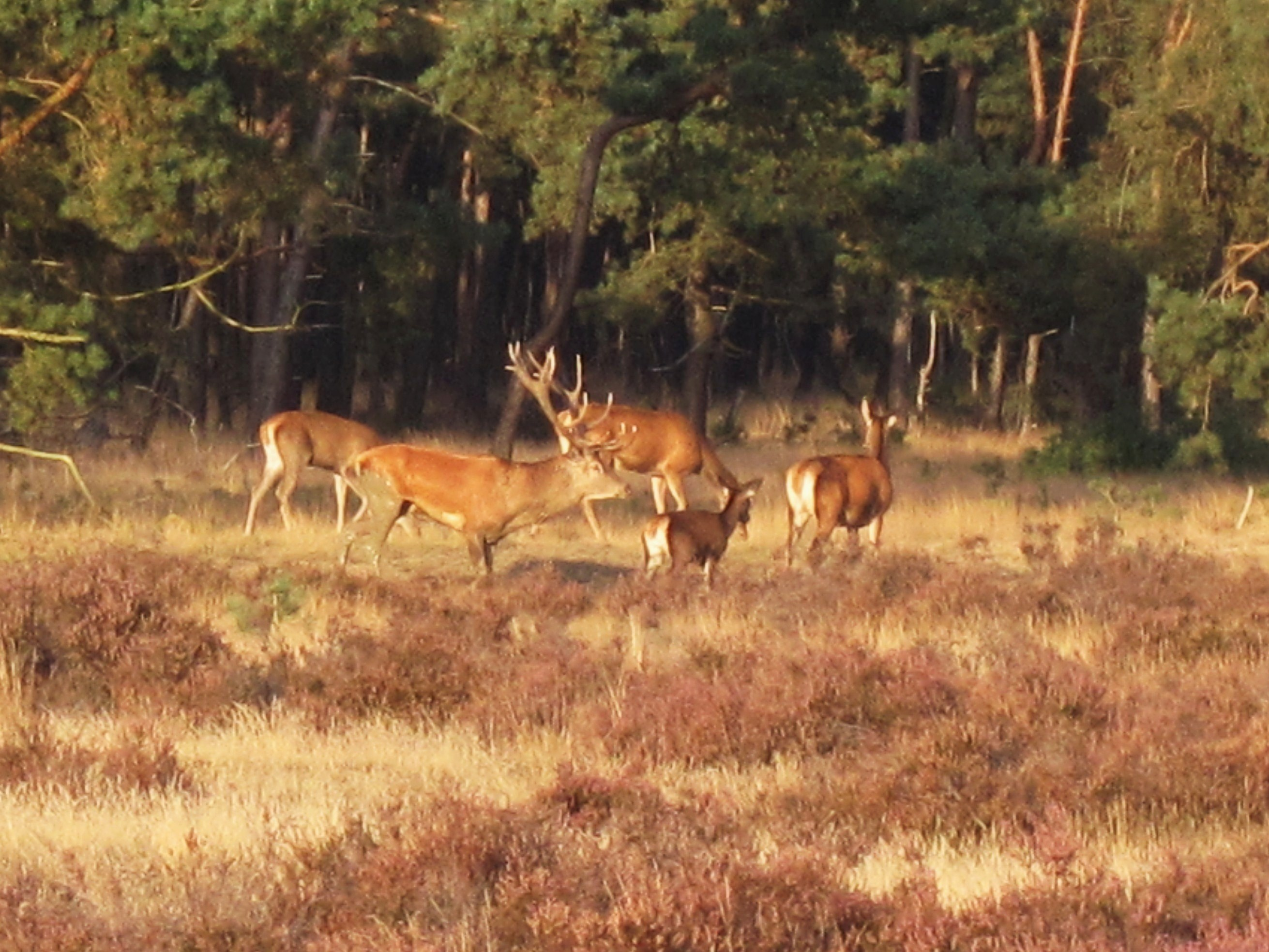
Jelenie na wrzosowiskach parku De Hoge Veluwe
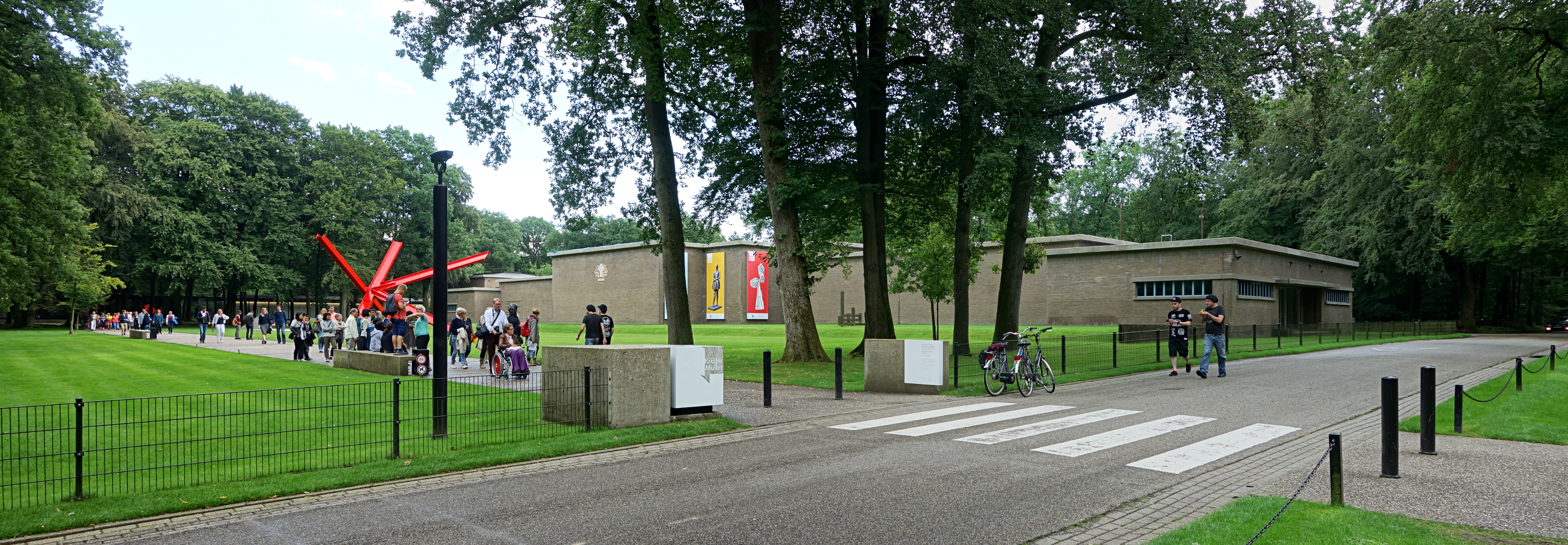
Budynek Muzeum Kröller-Müller - projektował architekt Henry van de Velde